# Nelson (cantautore)
Nelson, pseudonimo di Alessandro Nelson Garofalo (Napoli, 3 gennaio 1976), è un cantautore, paroliere e attore italiano.

## Biografia
Nel 1998 inizia la sua carriera pubblicando come autore due canzoni nell'album di esordio di Luca Sepe, (Preda del tempo e Ci guarderà una stella), che in quello stesso anno partecipa al Festival di Sanremo classificandosi al quarto posto nella categoria Big. L'album, pubblicato da Carosello Records, vende oltre venticinquemila copie.
Successivamente l’incontro con il produttore Rosario Castagnola gli permette di partecipare alla composizione di Arrivederci a Bientot, canzone contenuta nell’album di Ilona Mitrecey, Un monde parfait. Il brano venderà più di due milioni di copie tra la Francia e il Belgio, ottenendo doppio disco di diamante.
Nel solco della composizione anglofona nasce il singolo Get another rum, canzone interpretata dal gruppo Corleone in collaborazione con Mario Merola, che mescola la tradizionale interpretazione napoletana al ritmo pop delle hit dei primi anni 2000. La canzone, pubblicata da EMI Music Italia, è stata sigla finale del programma televisivo Le Iene.
Nelson è però da sempre più orientato verso il cantaurotato e l’uso della lingua italiana. Nasce, così, nel 2009, il suo primo singolo da cantautore: La bella faccia che ho con RC Music. L'uscita del singolo segna l'inizio del sodalizio artistico con la RC Music di Rosario Castagnola che pubblicherà anche l'EP Prologue 1 e il suo primo album: Robin Hood-finto ricco e comunista. La regia dei videoclip dei due estratti Tutti i gatti neri di Manhattan e La mia buona fortuna, interpretati dallo stesso Nelson e dagli Audio 2, è affidata ai The Jackal.

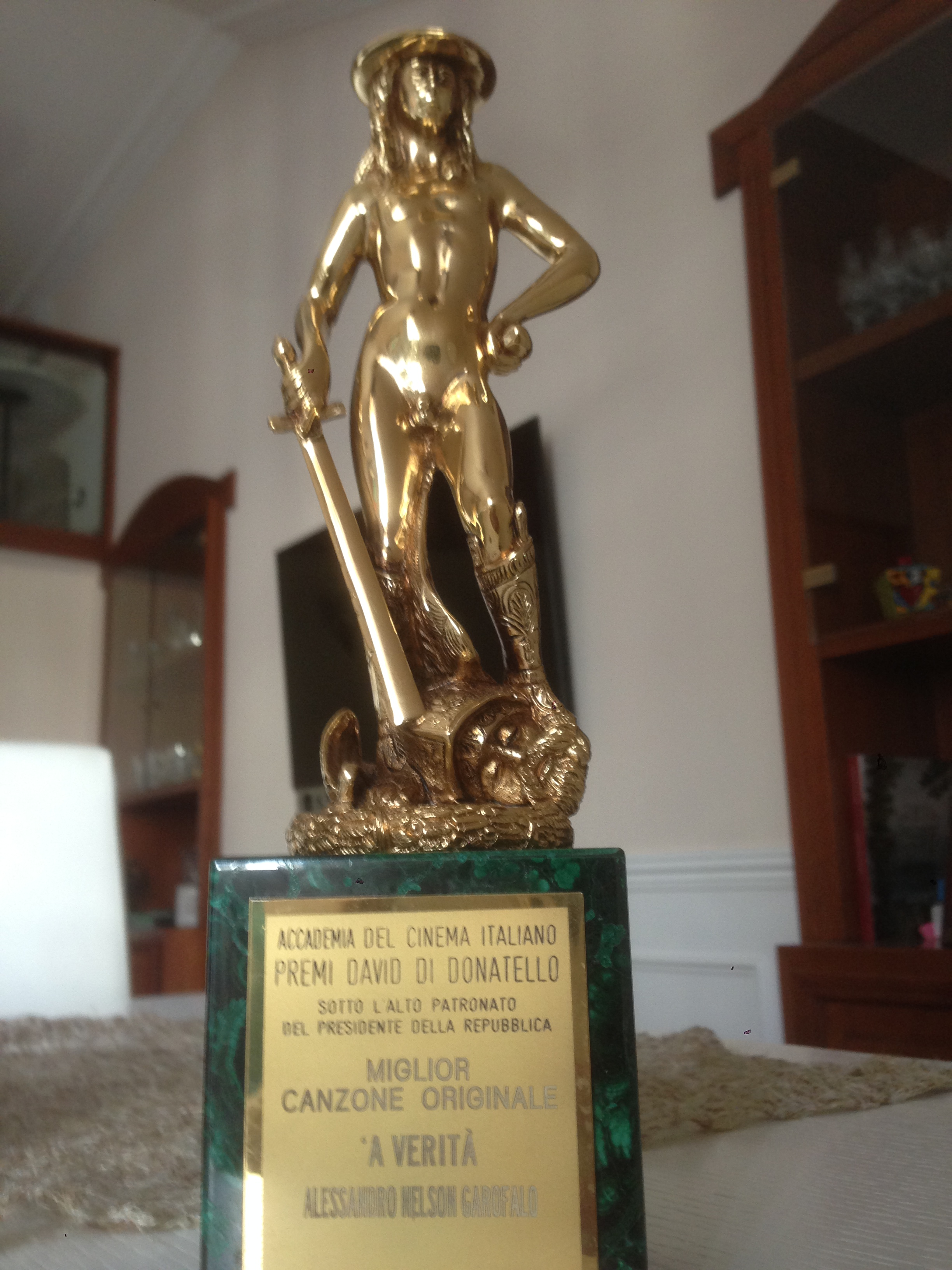
David di Donatello vinto da Nelson per la canzone 'A verità.

Nel 2013 la sua carriera comincia a prendere una piega differente che lo porta a lavorare nel cinema. La svolta avviene con l'incontro dei Manetti Bros con i quali collabora per il film Song'e Napule scrivendo insieme a Rosario Castagnola, Sarah Tartuffo e Franco Ricciardi la canzone 'A verità che vince il David di Donatello per la miglior canzone originale nel giugno del 2014.
Nel 2015 pubblica il suo secondo album: Outsider sempre per Rc Music. Il disco contiene duetti con Luchè, Lucariello e Dario Sansone dei Foja.
Nel disco c’è una versione intimistica e lenta della canzone L’estate sta finendo dei Righeira(di li a poco allo stadio San Paolo comincerà ad essere intonato Un giorno all’improvviso, che è appunto una versione rallentata della hit dei Righeira), il cui videoclip, girato da Claudio D’Avascio, sarà poi inserito nel film Il ladro di giorni di Guido Lombardi con Riccardo Scamarcio.
Nel 2016 scrive i testi di tutte le canzoni del musical Ammore e malavita dei Manetti Bros, che l'anno successivo partecipa in concorso alla Mostra internazionale d'arte cinematografica di Venezia vincendo il Soundtrack Stars Awards, premio per la miglior colonna sonora.
Ammore e malavita vince inoltre 5 David di Donatello, tra cui quello per il miglior film, miglior colonna sonora e miglior canzone. Nelson riceve il suo secondo David di Donatello in qualità di autore di Bang Bang, che viene eletta, appunto, miglior canzone originale di quella stagione cinematografica.
Contestualmente riceve dal sindacato dei giornalisti cinematografici italiani Il Premio Pasinetti per le migliori liriche.
Lo stesso anno scrive e interpreta Bambolina canzone contenuta nell'album Capitan Capitone e i fratelli della Costa di Daniele Sepe.
Nell’aprile 2018 il sindaco di Napoli, Luigi de Magistris e l’assessore alla cultura Nino Daniele gli attribuiscono una Targa e una Medaglia al merito in segno di profonda gratitudine per aver onorato la città di Napoli.  A maggio vince il Ciak d'oro per Bang Bang, miglior canzone originale.
Al Taormina Film Fest riceve due Nastri d’argento: per la miglior colonna sonora (Ammore e malavita) ed uno per la miglior canzone originale Bang Bang.
Nel 2019 torna sul set come autore di 4 canzoni della colonna sonora de Il ladro di giorni di Guido Lombardi. L'omonima canzone  Il ladro di giorni cantata da Nelson in coppia con Gnut è stata candidata al Nastri d'argento 2020 come migliore canzone originale. In questo film, per dedicarsi al quale sospende ogni attività discografica, il cantautore interpreta il ruolo di se stesso suonando una delle canzoni, In un’altra vita o ieri, scritta con Rosario Castagnola, cantata nel film da Greta Zuccoli. Il film ha partecipato in concorso alla Festa del Cinema di Roma ed è uscito nelle sale di tutta Italia il 6 febbraio del 2020. 
Nel 2020 è autore della canzone originale per il film Rosa, Pietra e Stella di Marcello Sannino. La canzone, interpretata da Nelson, ha per titolo Le chiavi di casa. Il film ha partecipato al Festival Internazionale del Cinema di Rotterdam.
Nel 2021 un suo racconto in prosa Diario di un pusher sentimentale riceve la menzione di merito al Premio Internazionale Dostoevskij.
Nel 2022, con il soggetto Il migliore è tra i 9 finalisti del concorso più prestigioso per la scrittura cinematografica in Italia: il Premio Solinas , dove si aggiudica la Menzione Speciale.
Ad Ottobre 2023 partecipa al Festival del cinema di Roma con il film dei Manetti Bross Diabolik Chi sei? in cui sono presenti due sue canzoni: La notte di Ginko e Io non sono qui interpretate rispettivamente da Franco Ricciardi e Raiz.
Nel corso della sua carriera è stato autore ed ha duettato con molti artisti italiani, tra i quali: Serena Rossi, Claudia Gerini, Raiz, Luchè, Carlo Buccirosso, Franco Ricciardi, Audio 2 Ivan Granatino, Daniele Sepe, Andrea D’Alessio, Pino Mauro, Antonio Buonomo, Giampaolo Morelli.
Dal gennaio del 2016 interpreta il ruolo di Sergio, un tecnico radiofonico, in Un posto al sole in onda su Raitre.
Per essere autore dela parte letteraria di “Io non sono qui”, tratto da Diabolik 3 dei Manetti Bros, viene candidato di nuovo al Nastro D’argento nel 2024.
Il 3 gennaio del 2025 esce il suo terzo disco: Canzoni per tornare insieme o lasciarsi per sempre per Phonotype record. Il disco si presenta come un concept album, i cui ospiti sono Raiz, Gnut e Tartaglia.

## Discografia

### Singoli
- 1998 – Preda del tempo (A. N. Garofalo), interpretata da Luca Sepe (Carosello Records)
- 1998 – Ci guarderà una stella (A. N. Garofalo), interpretata da Luca Sepe (Carosello Records)
- 2000 – Chiara (A. N. Garofalo), interpretata da Luca Sepe (Ls Music)
- 2004 – Get another Rum (Simpson-Castagnola-Garofalo), interpretata da Corleone, Russell Simpson e Mario Merola (EMI music Italia)
- 2005 – Arrivederci a bientot (Castagnola-Leanza-Guglielmi-Garofalo), interpretata da Ilona Mitrecey (Universal Music Italia/Scorpio Music)
- 2009 – La bella faccia che ho (RC Music)
- 2011 – La mano de Dios (Castagnola-Garofalo), interpretata da Franco Ricciardi feat. Ivan Granatino (Cuoreneroproject/Rc Music)
- 2013 – ‘A verità (Garofalo-Castagnola-Tartuffo-Liccardo), interpretata da Franco Ricciardi (Cuoreneroproject/RC Music)
- 2013 – Che strada fai? ( Castagnola-Liccardo-Garofalo), interpretata da Franco Ricciardi feat. Ivan Granatino (Cuoreneroproject/RC Music)
- 2013 – Un altro caffè (Castagnola-Liccardo-Garofalo), interpretata da Franco Ricciardi (Cuoreneroproject/RC Music)
- 2013 – Brigitte Bardot ( Castagnola-Liccardo-Tartuffo-Garofalo), interpretata da Franco Ricciardi (Cuoreneroproject/RC Music)
- 2013 – Goodbye (Castagnola-Granatino- Garofalo), interpretata da Ivan Granatino (Sony Music Italia)
- 2013 – Le mie lettere (Granatino-Garofalo-Imprudente), interpretata da Ivan Granatino feat. Luche’ (Cuoreneroproject/RC Music)
- 2013 – A noi va bene così (Granatino-Castagnola- Garofalo), interpretata da Ivan Granatino (Cuoreneroproject/RC Music)
- 2013 – E’ bella (Granatino-Castagnola-Garofalo), interpretata da Ivan Granatino (Cuoreneroproject/RC Music)
- 2014 – Champagne ( Garofalo-Liccardo-Castagnola), interpretata da Franco Ricciardi feat. Gué Pequeno (Cuoreneroproject/RC Music)
- 2014 – Il solito stupido (Garofalo- Liccardo-Castagnola), interpretata da Franco Ricciardi (Cuoreneroproject/RC Music)
- 2014 – Avevi ragione tu (Garofalo- Liccardo-Castagnola), interpretata da Franco Ricciardi (Cuoreneroproject/RC Music)
- 2014 – Luna park (Garofalo- Liccardo-Castagnola), interpretata da Franco Ricciardi feat. Ivan Granatino (Cuoreneroproject/RC Music)
- 2016 – Bambolina – contenuta nell’album Capitan Capitone e i fratelli della costa di Daniele Sepe

### EP
- 2010 – Prologue 1, include: Io non sono Pinocchio, M’innamoravo a perdere e Un anno fa (RC Music)

### Album
- 2012 – Robin Hood - finto ricco e comunista (RC Music)
- 2015 – Outsider (RC Music)
- 2025 -- Canzoni per tornare insieme o lasciarsi per sempre (Phonotype records)

### Colonne sonore
- 2014 – A’ verità, canzone originale del film Song 'e Napule dei Manetti Bros.
- 2016 – testi di tutte le canzoni del musical Ammore e malavita dei Manetti Bros.
- 2019 – In un’altra vita o ieri; Casa al centro; Il ladro di Giorni, cantata in coppia con Gnut e Stolen Dayscanzoni, canzoni originali del film Il ladro di giorni di Guido Lombardi
- 2020 – Le chiavi di casa, canzone originale del film Rosa, Pietra e Stella di Marcello Sannino
- 2023 – La notte di Ginko e Io sono qui, canzoni originale del film Diabolik Chi sei? dei Manetti Bross.

## Televisione
- Un posto al sole – soap opera (2016-2023) - interpreta Sergio Castellano, tecnico radiofonico

## Premi e riconoscimenti
- 2014 - David di Donatello per la miglior canzone originale A’ Verità
- 2017 - Soundtrack Stars Awards per la miglior colonna sonora alla Mostra internazionale d'arte cinematografica di Venezia per il film Ammore e malavita
- 2017 - Premio Pasinetti, consegnato dal sindacato dei giornalisti cinematografici italiani, per le migliori liriche del film Ammore e malavita
- 2018 - David di Donatello alla miglior colonna sonora per il film Ammore e malavita
- 2018 - David di Donatello alla miglior canzone originale, Bang Bang, per il film Ammore e malavita
- 2018 - Targa e Medaglia al Merito, in segno di profonda gratitudine per aver onorato la città di Napoli, dal Sindaco di Napoli Luigi de Magistris e dall’assessore alla cultura Nino Daniele
- 2018 - Ciak d'oro alla miglior canzone originale, Bang Bang, per il film Ammore e malavita
- 2018 - Nastro d'argento alla miglior colonna sonora per il film Ammore e malavita
- 2018 - Nastro d'argento alla miglior canzone originale, Bang Bang, per il film Ammore e malavita[34]
- 2020 - Candidatura ai Nastri d'argento per Miglior Canazone Originale con Il ladro di giorni
- 2021 - Menzione di merito al Premio Internazionale Dostoevskij per Diario di un pusher sentimentale, racconto in prosa
- 2022 - Menzione speciale Premio Solinas con la sceneggiatura de Il migliore